# Al-Fatat
Al-Fatat, pełna nazwa جمعية العربية الفتاة, Dżamijjat al-Arabijja al-Fatat – Stowarzyszenie Młodych Arabów – tajna arabska organizacja polityczna działająca w Imperium Osmańskim w latach 1911-1916.

## Historia

### Okoliczności powstania
W II poł. XIX w. na ziemiach syryjskich pod panowaniem osmańskim miało miejsce odrodzenie kulturalne. Syryjscy twórcy i działacze kulturalni byli wśród czołowych działaczy odrodzenia arabskiego. Jednym z rezultatów tych procesów było ukształtowanie się nowoczesnej arabskiej tożsamości narodowej, niezależnej od wyznania. Syryjscy działacze narodowi byli wrogo nastawieni do panowania tureckiego i do Turków w ogóle; domagali się ustanowienia języka arabskiego drugim urzędowym językiem Imperium oraz autonomii dla jego prowincji, w których dominowali Arabowie. Ruch narodowy Arabów syryjskich zyskał na sile po rewolucji młodotureckiej, po której nowe władze stanowczo odrzuciły arabskie postulaty. W 1909 władze tureckie zabroniły tworzenia organizacji narodowych.
Al-Fatat został utworzony w 1911 przez syryjskich działaczy emigracyjnych, w Paryżu. Organizacja domagała się przekształcenia Imperium Osmańskiego w państwo dwunarodowe, turecko-arabskie. Swoją nazwą nawiązywała do ruchu młodotureckiego. Jej twórcy pochodzili z rodzin syryjskich notabli miejskich. Al-Fatat blisko współpracował z inną arabską organizacją Al-Ahd (Porozumienie), założoną przez oficerów armii tureckiej pochodzących głównie z terenów późniejszego Iraku. Do organizacji należała grupa arabskich deputowanych do parlamentu tureckiego. W 1913 Al-Fatat zwołał w Paryżu Kongres Arabski, którego pracami kierował Abd al-Hamid az-Zahrawi, jeden z tychże deputowanych. Domagano się na nim szerszej autonomii dla prowincji arabskim Imperium Osmańskiego, większych nakładów na ich rozwój z budżetu państwowego, gwarancji szerszego niż dotąd dopuszczania Arabów do wysokich stanowisk państwowych, gwarancji dla społeczności niemuzułmańskich, nie padały natomiast hasła niepodległościowe.

### Działalność w Syrii
Po wybuchu I wojny światowej organizacja przeniosła się do Damaszku. Turcy zorientowali się jednak w prowadzonej przez Arabów działalności spiskowej, w tym w planach nakłonienia do buntu oddziałów zdominowanych przez żołnierzy pochodzenia arabskiego. W represjach trwających od 1915 do 1916 kilkuset arabskich działaczy zostało aresztowanych, deportowanych, poddanych torturom, kilkudziesięciu skazano na śmierć. 6 maja 1916 w Damaszku na rozkaz Dżemala Paszy publicznie straconych zostało 21 byłych deputowanych parlamentu tureckiego, uznanych za winnych zdrady, spisku antypaństwowego i dążenia do oderwania od Imperium Osmańskiego prowincji syryjskich. Zarówno większość represjonowanych działaczy, jak i najbardziej znani spośród straconych w tejże egzekucji (Abd al-Hamid az-Zahrawi, Szukri al-Asali, Abd al-Wahad al-Inklizi, Rafik Sallum, Umar Hamad) należeli do Al-Fatat. Represje pozbawiły ruch arabski kierownictwa. Pozostali na wolności działacze Al-Fatat nawiązali kontakty z Fajsalem, synem szarifa Mekki Husajna, i uznali jego przywództwo w ruchu wyzwoleńczym Arabów, którego celem było już nie państwo dwunarodowe, ale niepodległość. W kwietniu 1915 sam Fajsal został zaprzysiężony na członka Al-Fatat. Działacze organizacji wzięli udział w powstaniu arabskim, które wybuchło w 1916.